# Salzburger Athletiksport-Klub 1914
Le Salzbourger AK 1914 est un club omnisports basé à Salzbourg en Autriche. La principale section du club est le handball.

## Historique
- 1914 : Fondation du club
- 1971 : La section handball est champion d'Autriche.
- 1972 : La section handball est éliminée au deuxième tour de la Coupe des clubs champions par les danois de l'EBK Copenhague.

## Palmarès
- Championnat d'Autriche (1) : 1971

## Parcours en coupes d'Europe
| Saison    | Compétition               | Manche        | Club           | Aller | Score | Retour | Club                |
| --------- | ------------------------- | ------------- | -------------- | ----- | ----- | ------ | ------------------- |
| 1971-1972 | Coupe des clubs champions | Deuxième tour | EBK Copenhague | 27-12 | 43-26 | 16-14  | Salzbourger AK 1914 |

### Clubs rencontrés en coupe d'Europe
- EBK Copenhague